# Kirche (Riebrau)

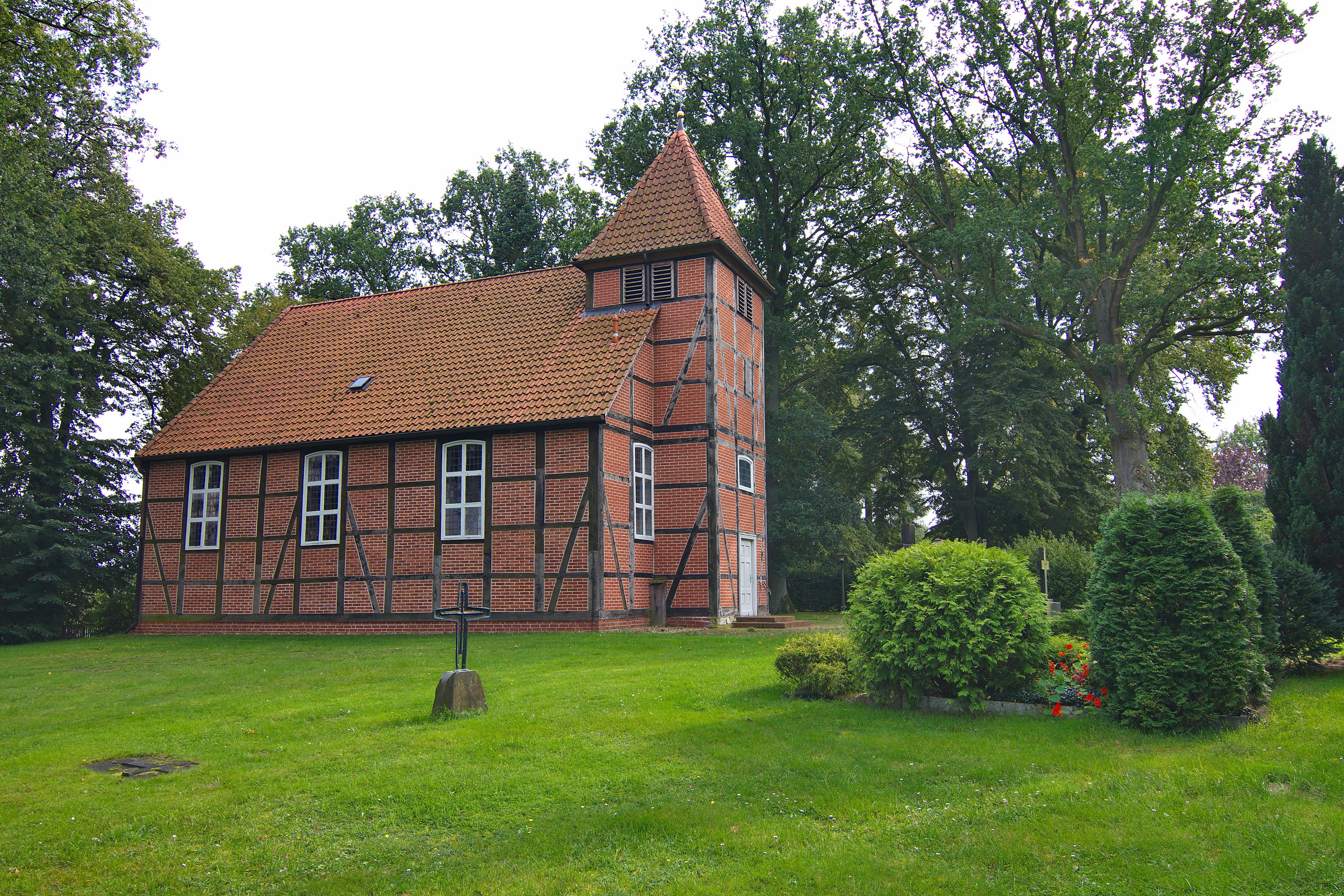
Fachwerkkirche zu Ribrau (Zernien)

Die evangelisch-lutherische Kirche in Riebrau gehört zum Kirchenkreis Lüchow-Dannenberg der Landeskirche Hannover.

## Lage
Die Kirche liegt am Rande des Dorfes Riebrau an der K21 zwei Kilometer nördlich von Zernien, des Hauptortes der politischen Gemeinde.

## Geschichte

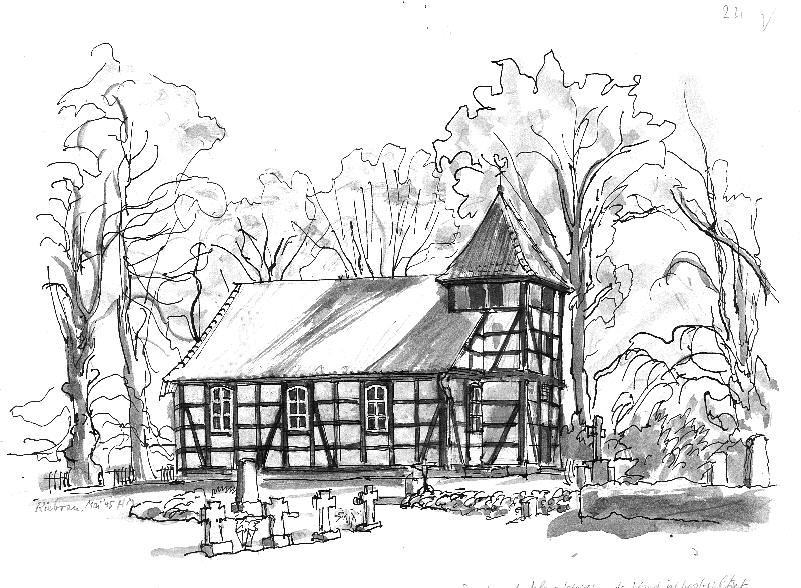
Zeichnung der Außenansicht bis zur Kirchenrenovierung 2000

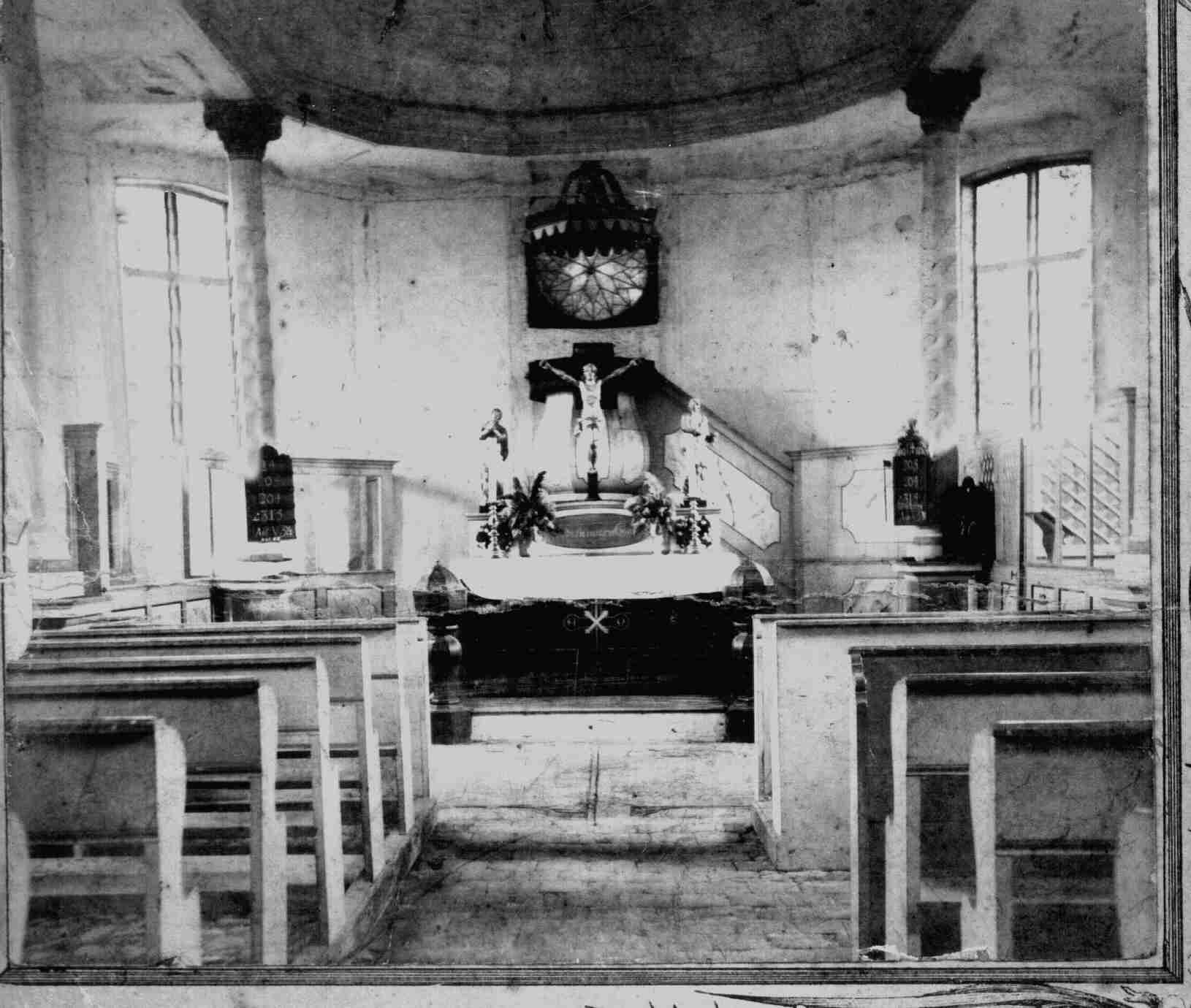
Innenansicht 1905

Vor 1541 gab es auf dem „Loitzer Berg“, der höchsten Erhebung in der Göhrde – etwa auf halbem Weg zwischen dem Forsthaus Zienitz und dem Ort Göhrde – eine kleine Kapelle. Seit 1528, mit der Einführung der Reformation, wurde dort evangelischer Gottesdienst gehalten. Dann wurde die Göhrde zum Jagdgebiet der Herzöge von Braunschweig-Lüneburg. Die Bewohner der Göhrdedörfer (Loitze, Sandrock, Lissau, Kroitze gibt es heute nicht mehr) mussten dieses Gebiet verlassen. Auch die Kapelle wurde abgebrochen. Die Bewohner der Dörfer wurden zwangsumgesiedelt. Das zugewiesene Siedlungsgebiet ist ohne künstliche Bewässerung recht trocken, die Bodenerträge waren spärlich und Riebrau, das neue Dorf, blieb lange eine ärmliche Siedlung.
1541 wurde auch die Kapelle direkt außerhalb des Göhrdeforstes wieder neu aufgebaut. Der zuständige Pastor wohnte in Dannenberg und kam immer hierher zum Dienst.
Im Dreißigjährigen Krieg wurde die Kapelle fast völlig zerstört. Auch die Höfe in Riebrau waren abgebrannt oder verlassen worden. 1651 wurde die alte, zerstörte Kapelle abgebrochen und in den folgenden Jahren wurde eine kleine Kirche neu errichtet, ebenso ein neues Pfarrhaus. Es entstand die merkwürdige Situation, dass in Riebrau schon wieder Pfarrhaus und Kirche standen, die anderen Hofstellen aber erst bis zu 100 Jahre später wieder besiedelt wurden. Zum Kirchspiel gehörten viele umliegende Dörfer; Gottesdienst wurde schon damals in Riebrau und Gülden gehalten.
1734 wurde das alte baufällige Pfarrhaus durch ein neues Pfarrhaus gebaut ersetzt – eines der ältesten Vierständerhäuser im Landkreis. Das Haus hatte ursprünglich ein Reetdach. Ansonsten ist äußerlich bis heute nicht viel daran verändert worden. Die alten Balken aus Göhrdeeiche halten nun schon über 260 Jahre. Der Pfarrer („Pfarr-Herr“) war früher zugleich Bauer, erhielt kaum Gehalt, aber bestimmte Abgaben von den Höfen (Getreide, Eier, Fleisch usw.) und durfte selbst eine recht große Fläche Land und Wald bewirtschaften (lassen).
1759 bis 1763 wurde die heutige Kirche gebaut. Für den Bau hat der königlich großbritannische Amtmann Alexander Heinrich Isenbart (1696–1763) aus Hitzacker das Geld beschafft. Ein Dokument spricht davon, dass selbst die englische Krone Mittel zum Bau beigesteuert hat – Isenbart hatte König Georg vermutlich bei einem Jagdbesuch in der Göhrde angesprochen. Isenbart wurde vor dem Altar bestattet, später auch seine Frau. Die Grabplatten der beiden kann man heute außen an der Wand der Apsis besichtigen.
2000 wurde die Kirche innen und außen vollständig renoviert. Die Wände wurden wieder wie ursprünglich steinsichtig und die Decke erhielt wieder das originale wolkige Blau – das Deckengewölbe symbolisierte zu der Bauzeit immer den offenen Himmel. An der Stirnseite wurde ein ursprünglich vorhandenes Sternfenster wieder eingebaut. Auch die Marmorierung der Holzsäulen folgt älteren Befunden.
2003 wurde ein Fürbittkerzen-Leuchter in Form einer Weltkugel eingeweiht. Der Friedhof an der Kirche wird heute nicht mehr belegt. Der Ort Zernien ist durch den Bau der Bahnlinie seit 1920 so rasant gewachsen, dass er zu klein wurde. Der neue Friedhof ist am Ortsrand von Riebrau.

## Architektur und Ausstattung
Die Kirche ist eine Fachwerkkirche, das Fachwerk ist aus Göhrdeeiche gebaut. Der Turm ist halb in die Kirche hineingebaut. Die Grundform der Kirche ist ein Quadrat (10 mal 10 Meter) an das ein halbes Achteck angesetzt ist. Der Innenraum hat ein für die späte Barockzeit typisches Holz-Tonnengewölbe.

### Innenausstattung
Die Inneneinrichtung versuchte mit einfachen Mitteln, den Barock-Stil der damaligen Zeit nachzuempfinden. Der Altar stand früher etwas weiter vorne, die Kanzel befand sich erhöht dahinter – etwa hinter dem Kreuz.
Die geschnitzten Figuren stammen wohl aus der Zeit, als die Kirche erbaut wurde. Unter dem Kreuz Jesu stehen Maria, die Mutter Jesu, und Johannes, sein Lieblingsjünger. Johannes weist auf den Abendmahlskelch in seiner Hand und reicht ihn vom Kreuz in die Gemeinde. Der Jünger verkündet damit: „Christi Blut, für Dich vergossen“. Rechts vom Altar (mit Gitterwerk) befindet sich die Sakristei, davor der ehemalige Familienstuhl des Riebrauer Försters. In dem Stuhl gegenüber, auf der linken Seite, sitzen bis heute im Gottesdienst die Kirchenvorsteher.

### Orgel
Die Orgel in der Kirche zu Riebrau wurde im Jahre 1956 von Orgelbauer Ernst Brand, Quickborn in Holstein, erbaut. Sie besitzt drei Register auf einer Schleiflade sowie ein angehängtes Pedal. 2001/2002 wurde das Instrument zuletzt von Orgelbaumeister Martin ter Haseborg gereinigt und in der Klanggebung spürbar verbessert. Genutzt wird dieses kleine Instrument überwiegend zur Begleitung der singenden Gemeinde im Gottesdienst.

## Die Gemeinde heute
Zur Kirchengemeinde gehören 15 kleine Orte in der Umgebung. Seit 2001 ist auch die Kirchengemeinde Breselenz pfarramtlich mit Zernien verbunden – der Pastor betreut heute 31 Dörfer und 5 Kirchen – insgesamt aber nur gut 2100 Gemeindeglieder. Der Gottesdienst findet in jeder Kirche ca. alle drei Wochen statt, an den Festtagen öfter.
Der größte Ort ist mittlerweile Zernien in der Mitte, das sich erst durch den Bau von Bahnlinie und Bundesstraße zum Mittelpunkt entwickelt hat. Dort gibt es aber keine Kirche, sondern nur einen angemieteten Gemeinderaum.